# Muszelka i pastor
Muszelka i pastor (1928) – film wyreżyserowany przez Germaine Dulac. Jest jednym z pierwszych dzieł nurtu surrealistycznego, traktuje o obsesjach i żądzach księdza zafascynowanego zamężną kobietą.
Film wywołał wiele kontrowersji. W 1930 roku zakazano publicznych pokazów w Wielkiej Brytanii. Decyzję tę motywowano w następujący sposób:
"Film jest tak niejasny, że wydaje się nie mieć żadnego sensu. A nawet jeśli taki sens istnieje, niewątpliwie jest nie do przyjęcia."